# Mais Uma Vez (álbum de Exaltasamba)
Mais uma Vez é o sexto álbum do grupo brasileiro de pagode Exaltasamba, que foi gravado em 1999 e lançado no formato CD no ano 2000 pela EMI Music. O CD tem 16 faixas e conseguiu consquistar no ano 2000 um disco de platina e um disco de ouro pela Associação Brasileira de Produtores de Discos.

## Sobre as músicas
A faixa título "Mais Uma Vez" (composição de Chiquinho dos Santos e Helder Celso) é um single do álbum, a música "Megastar" (composição de Leandro Lehart que é integrante do Art Popular) fez com que o álbum vendesse mais de cem mil cópias em uma semana e esta canção foi umas das primeiras colocas das rádios do Brasil e também foi tocada em programas de domingos na televisão, e quando a música "Eu E Você Sempre" fez sucesso o álbum conquistou o disco de platina, e também ela conseguiu os primeiros lugares nas rádios brasileiras a música "Quem É Você" conseguiu ser uma das mais tocadas em São Paulo, e a música "Eu Quero Te Amar" foi composta pelo Péricles e pelo Izaías e ambos são integrantes do Exaltasamba, esta canção ficou sendo tocada por algumas rádios FM no eixo Rio-São Paulo e não saiu disso. A música "Mais Forte Que Eu" é composição de Péricles, Thell, Izaías e Chrigor e estas quatro pessoas são integrantes do grupo. O álbum contém a canção "Assim Que Tá Gostoso" (que é composição de Lourenço e Márcio Paiva), a canção Picada de Abela (composição de Altay Veloso)

## Faixas
1. Assim que tá gostoso
2. Mais uma vez
3. Megastar
4. Picada de abelha
5. Eu quero te amar
6. Balaio campeão
7. Mais forte que eu
8. Quando você me olha
9. Quem é você
10. Todo mundo admira
11. Pago pra ver
12. De herói virei bandido
13. Beco sem saída
14. Voo pro Japão
15. Eu e você sempre (Participação Jorge Aragão)
16. O samba impera

## Formação do grupo Exaltasamba
- Péricles - Voz e banjo
- Chrigor - Voz e pandeiro
- Pinha - Repique de mão e vocal
- Brilhantina - Cavaquinho
- Thell - Bateria e vocal
- Marquinhos - Tantan e vocal
- Izaías Marcelo - Violão

## Vendas e certificações
| País          | Certificação | Vendas          |
| ------------- | ------------ | --------------- |
| Brasil - ABPD | Platina Ouro | 350 mil ou mais |